# Canto

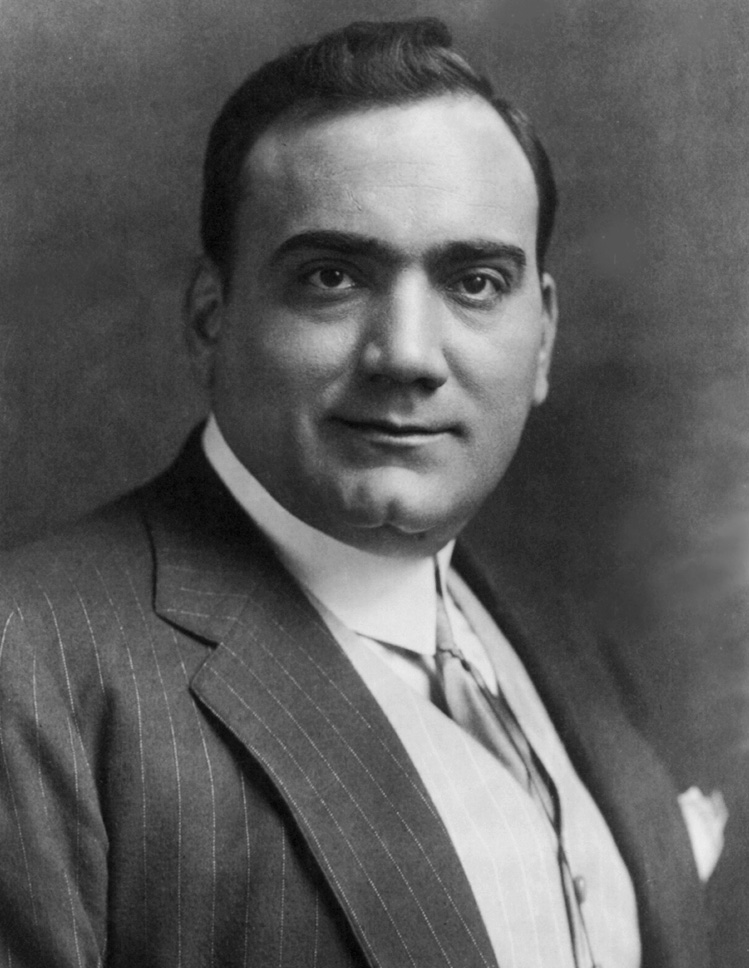
El tenor Enrico Caruso, en 1910.

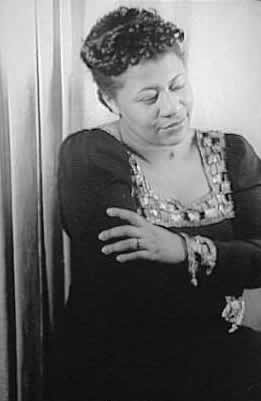
La cantante de jazz Ella Fitzgerald, en 1940.

El canto es la emisión controlada de sonidos del aparato fonador humano (voz), siguiendo una composición musical. El canto también ocupa un lugar importante dentro de la música, ya que permite incorporar texto a la obra. (Y también puede darse sin texto, sólo vocalizando como un instrumento).
Hay diferentes técnicas de canto que se aplican según el estilo musical del cual se trate. En la ópera, cuya base proviene del lema «recitar cantando», se aplica la técnica del canto lírico (el bel canto se refiere al estilo romántico propio de la ópera italiana, de 1800-1900), mientras que en el canto popular la pauta es lograr un sonido semejante al de la voz hablada.
Entre las diferentes técnicas vocales destacan las técnicas italiana, alemana, norteamericana e inglesa. 
La formación de cantantes en un conservatorio, es una sub-especialización de la carrera de música, y requiere alrededor de diez años. Para estudiar canto de forma académica, al igual que cualquier otra carrera universitaria, es indispensable un examen de admisión, además de un diagnóstico vocal y el examen de aptitudes musicales. Una forma alternativa de estudiar canto de forma semi-académica es la práctica coral, ya que existen convocatorias para coros amateur donde no siempre es necesario el estudio formal del solfeo.

En música popular, el cantante se formaba inicialmente a través de la experiencia práctica. Sin embargo, en la actualidad varias escuelas de música y universidades de todo el mundo ofrecen programas especializados en jazz y en música popular. En las últimas décadas, varios autores han publicado libros donde exponen conocimientos de técnica vocal aplicada a la música popular, así como también existen distintos entrenadores o profesores que se dedican a instruir cantantes específicamente en el canto y/o la música popular.
La laringe, comúnmente llamada garganta, fue el primer instrumento musical del que hizo uso la humanidad. Las antiguas culturas habían descubierto este instrumento y creían que el canto y la música habían sido creados por los dioses. El arte del canto fue desarrollado por todos los pueblos.
En Babilonia, mil años antes de la era Cristiana había grandes agrupaciones de cantores disciplinados desde el punto de vista musical. La música era voluptuosa, artículo de lujo para fiestas, poco digna para sacerdotes y rezos, a diferencia de la tradición que un milenio más atrás había florecido en el Antiguo Egipto. Sin embargo, el origen de la distinción estilística y comunicativa entre el habla y el canto se remonta hasta los inicios de la última gran glaciación, cuando la humanidad comenzó a depurar sus códigos de articulación vocal como los usamos en la actualidad. Podemos inferir, así, que la historia del canto corresponde a la historia misma de la humanidad.

## Estilos
Existen diferentes estilos de canto. Pueden clasificarse en dos grandes categorías: el canto lírico y el canto popular.[cita requerida]

### Géneros dentro del canto lírico
- ópera

- oratorio

- lied

- chanson[cita requerida]

### Géneros dentro del canto popular
Los géneros incluyen el folk, góspel, rock, pop, hip hop, jazz, soul y rhythm and blues, Reggae.[cita requerida]

## Tipos de voces

### La clasificación vocal en el canto lírico
En el canto lírico —ópera, oratorio, Lied—, las voces se clasifican de acuerdo con su extensión y color, básicamente según su tesitura (rango de notas en el que el cantante se siente más "cómodo"). A continuación se describirán los tipos de voces más frecuentes en hombres y mujeres:
Voces masculinas
- Bajo: Es la voz más baja entre las voces masculinas. El bajo posee una extensión vocal de más de dos octavas. Su tesitura va desde el E2 (mi 2) hasta el C4 (do 4). Un bajo entrenado puede llegar a producir notas tan graves como el G1 (sol 1).
- Barítono: Es la voz intermedia entre las voces masculinas. El barítono posee una extensión vocal de aproximadamente dos octavas. Su tesitura va desde el G2 (sol 2) hasta el A4 (la 4). Algunos barítonos pueden llegar a producir notas por encima del B4 (si 4).
- Tenor: Es la voz más aguda entre las voces masculinas. El tenor posee una extensión vocal de más de dos octavas. Su tesitura va desde el C3 (do 3) hasta el C5 (do 5). Hay tenores que pueden llegar a producir notas de la 5ª octava utilizando el registro de falsete.

Voces femeninas
- Contralto: Es la más baja de las voces femeninas, igualando el registro de un tenor desde el C3 (do 3) hasta C5 (do 5) sin falsete.
- Mezzosoprano: Igual que el barítono en voces masculinas, es el registro medio pero en voces femeninas y va de A3 (la 3) a F5 (fa 5).
- Soprano: Esta es la tesitura más alta en la voz humana su nota más baja es C4 (do 4) en adelante ya que hay sopranos que pueden llegar a notas muy altas con o sin falsete pero su límite normal es C6 (do 6).

### Otras clasificaciones vocales
Además de los tipos de voces masculinas antes descritos, existen unas que dependen de factores como la manipulación fisiológica (castración) o el entrenamiento parcial del registro de falsete:
- castrato
- sopranista
- contratenor
- Voz tiple(Solo cuando se es niño se puede llegar a educar.)

Se denomina "voz blanca" la voz de los prepúberes o el uso de la voz sin vibrato.[cita requerida]

### Otros estilos
- Los cantantes de flamenco se denominan cantaores
- Cantantes de jazz
- Coros
- Rapear

## Pedagogía vocal

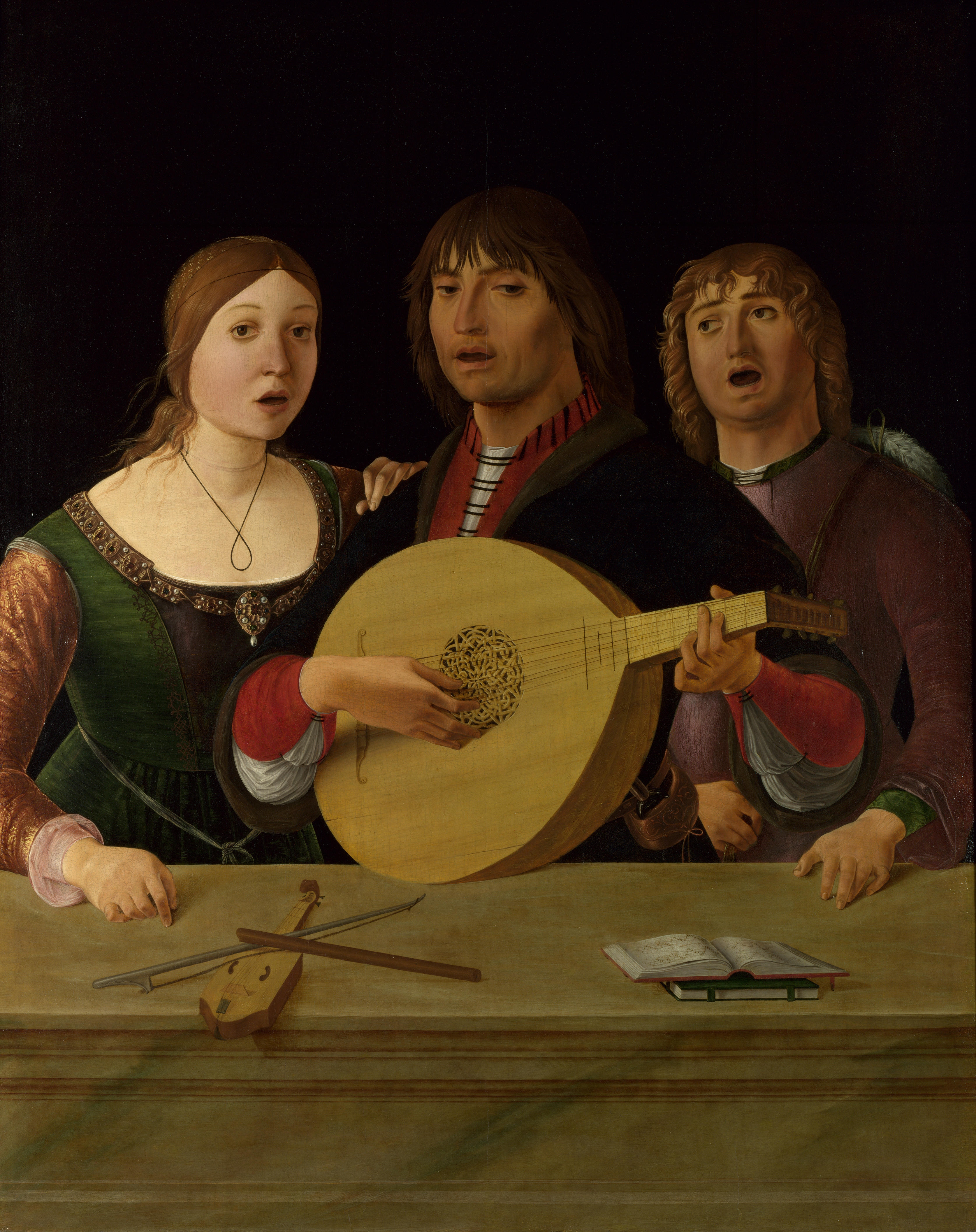
Ercole de' Roberti: Concierto, c. 1490.

La pedagogía vocal es el estudio de la enseñanza del canto. El arte y la ciencia de la pedagogía vocal tienen una larga historia que comenzó en la Antigua Grecia y continúa desarrollándose y cambiando en la actualidad. Las profesiones que practican el arte y la ciencia de la pedagogía vocal incluyen el entrenamiento de la voz, la dirección coral, la educación musical, la directores de ópera y muchas otras formas de enseñanza del canto.
Los conceptos de pedagogía vocal forman parte del desarrollo de una técnica vocal adecuada. Suele incluir el estudio de los siguientes temas:
- Anatomía y fisiología en relación con el proceso físico del canto
  - Salud vocal y trastornos de la voz relacionados con el canto
  - Respiración y soporte de aire para el canto
  - Fonación
  - Resonancia vocal o Proyección de la voz
  - Registro vocal: serie particular de tonos, producidos en el mismo patrón vibratorio de las cuerdas vocales, y que poseen la misma calidad, que se originan en la función laríngea, porque cada uno de estos patrones vibratorios aparece dentro de una gama particular de tonos y produce ciertos sonidos característicos.
  - Clasificación de la voz
- Estilos vocales: en el caso de los cantantes clásicos, se incluyen estilos que van desde el Lieder hasta la ópera; en el caso de los cantantes de pop, los estilos pueden incluir "belted out" a baladas de blues; en el caso de los cantantes de jazz, los estilos pueden incluir baladas de Swing y scatting.
  - Técnicas utilizadas en los estilos como el sostenuto y el legato, la extensión del rango, la calidad del tono, el vibrato y la coloratura

### Técnica vocal
Cuando se realiza con una técnica vocal adecuada, el canto es un acto integrado y coordinado que coordina eficazmente muchos procesos físicos. Hay cuatro procesos físicos que intervienen en la producción del sonido vocal: respiración, fonación, resonación y articulación. Estos procesos ocurren en la siguiente secuencia:
- Se toma el aliento.
- El sonido se inicia en la laringe.
- Los resonadores vocales reciben el sonido e influyen sobre él.
- Los articuladores dan forma al sonido en unidades reconocibles.

Aunque estos cuatro procesos suelen considerarse por separado cuando se estudian, en la práctica real se funden en una función coordinada. En el caso de un cantante u orador eficaz, rara vez hay que recordar el proceso en cuestión, ya que su mente y su cuerpo están tan coordinados que sólo se percibe la función unificada resultante. Muchos problemas vocales son el resultado de una falta de coordinación dentro de este proceso.
Dado que el canto es un acto coordinado, es difícil discutir cualquiera de las áreas y procesos técnicos individuales sin relacionarlos con otros. Por ejemplo, la fonación sólo entra en perspectiva cuando se conecta con la respiración; los articuladores afectan a la resonancia; los resonadores afectan a las cuerdas vocales; las cuerdas vocales afectan al control de la respiración; y así sucesivamente. Los problemas vocales suelen ser el resultado de un fallo en una de las partes de este proceso coordinado, lo que hace que los profesores de canto se centren con frecuencia de forma intensiva en un área del proceso con su alumno hasta que se resuelva ese problema. Sin embargo, algunas áreas del arte del canto son en gran medida el resultado de funciones coordinadas que es difícil discutirlas bajo un título tradicional como la fonación, la resonancia, la articulación o la respiración.
Una vez que el estudiante de canto ha tomado conciencia de los procesos físicos que componen el acto de cantar y de cómo funcionan esos procesos, comienza la tarea de intentar coordinarlos. Inevitablemente, los estudiantes y los profesores se preocuparán más por un área de la técnica que por otra. Los distintos procesos pueden progresar a ritmos diferentes, con el consiguiente desequilibrio o falta de coordinación. Las áreas de la técnica vocal que parecen depender en mayor medida de la capacidad del alumno para coordinar varias funciones son:
- Extender el rango vocal a su máximo potencial.
- Desarrollar una producción vocal coherente con una calidad de tono consistente.
- Desarrollar la flexibilidad y la agilidad.
- Lograr un vibrato equilibrado.
- Desarrollar una mezcla de voz de pecho y de cabeza en cada nota del rango.[7]

#### Desarrollo de la voz para cantar
El canto es una habilidad que requiere reflejos musculares muy desarrollados. El canto no requiere mucha fuerza muscular, pero sí un alto grado de coordinación muscular. Las personas pueden desarrollar más su voz mediante la práctica cuidadosa y sistemática tanto de canciones como de ejercicios vocales. Los ejercicios vocales tienen varios propósitos, entre ellos calentar la voz; ampliar el rango vocal; "alinear" la voz horizontal y verticalmente; y adquirir técnicas vocales como el legato, el staccato, el control de las dinámicas, las figuraciones rápidas, aprender a cantar cómodamente intervalos amplios, cantar trinos, cantar melismas y corregir fallos vocales.
Los pedagogos vocales instruyen a sus alumnos para que ejerciten sus voces de forma inteligente. Los cantantes deben pensar constantemente en el tipo de sonido que emiten y en el tipo de sensaciones que sienten mientras cantan.
Aprender a cantar es una actividad que se beneficia de la participación de un instructor. Un cantante no oye dentro de su cabeza los mismos sonidos que los demás oyen fuera. Por lo tanto, tener un guía que pueda decirle a un estudiante qué tipos de sonidos está produciendo guía a un cantante a entender cuáles de los sonidos internos corresponden a los sonidos deseados requeridos por el estilo de canto que el estudiante pretende recrear.

### Ampliar el rango vocal
Un objetivo importante del desarrollo vocal es aprender a cantar hasta los límites naturales del propio rango vocal sin que se produzcan cambios evidentes o que distraigan la calidad o la técnica. Los pedagogos vocales enseñan que un cantante sólo puede alcanzar este objetivo cuando todos los procesos físicos que intervienen en el canto (como la acción laríngea, el apoyo a la respiración, el ajuste de la resonancia y el movimiento articulatorio) funcionan eficazmente. La mayoría de los pedagogos vocales creen en la coordinación de estos procesos mediante (1) el establecimiento de buenos hábitos vocales en la tesitura más cómoda de la voz, y luego (2) la ampliación lenta del rango.
Hay tres factores que afectan significativamente a la capacidad de cantar más alto o más bajo:
- El factor energía: La energía tiene varias connotaciones. Se refiere a la respuesta total del cuerpo a la producción de sonido; a una relación dinámica entre los músculos de entrada y salida de la respiración conocida como el mecanismo de soporte de la respiración; a la cantidad de presión de la respiración entregada a las cuerdas vocales y su resistencia a esa presión; y al nivel dinámico del sonido.
- El factor espacio: el espacio se refiere al tamaño del interior de la boca y a la posición del paladar y la laringe. En general, la boca de un cantante debe estar más abierta cuanto más alto cante. El espacio interno o la posición del paladar blando y la laringe pueden ampliarse relajando la garganta. Los pedagogos vocales describen esto como una sensación de "principio de bostezo".
- El factor profundidad: La profundidad tiene dos connotaciones. Se refiere a las sensaciones físicas reales de profundidad en el cuerpo y el mecanismo vocal, y a los conceptos mentales de profundidad que están relacionados con la calidad del tono.

McKinney dice: "Estos tres factores pueden expresarse en tres reglas básicas: (1) A medida que cantas más alto, debes usar más energía; a medida que cantas más bajo, debes usar menos. (2) Al cantar más alto, debes utilizar más espacio; al cantar más bajo, debes utilizar menos. (3) Cuando cantas más alto, debes usar más profundidad; cuando cantas más bajo, debes usar menos."

### Postura
El proceso de canto funciona mejor cuando se dan ciertas condiciones físicas del cuerpo. La capacidad de mover el aire dentro y fuera del cuerpo libremente y de obtener la cantidad de aire necesaria puede verse seriamente afectada por la postura de las distintas partes del mecanismo respiratorio. Una posición torácica hundida limitará la capacidad de los pulmones, y una pared abdominal tensa inhibirá el recorrido hacia abajo del diafragma. Una buena postura permite que el mecanismo respiratorio cumpla con su función básica de manera eficiente sin ningún gasto indebido de energía. Una buena postura también facilita el inicio de la fonación y la afinación de los resonadores, ya que una alineación adecuada evita tensiones innecesarias en el cuerpo. Los pedagogos vocales también han observado que cuando los cantantes adoptan una buena postura, a menudo les proporciona una mayor sensación de seguridad en sí mismos y aplomo durante la interpretación. El público también tiende a responder mejor a los cantantes con una buena postura. Una buena postura habitual también mejora, en última instancia, la salud general del cuerpo al permitir una mejor circulación de la sangre y prevenir la fatiga y el estrés en el cuerpo.
Hay ocho componentes de la postura ideal para cantar:
- Pies ligeramente separados
- Piernas rectas pero con las rodillas ligeramente dobladas
- Caderas orientadas hacia delante
- Columna vertebral alineada
- Abdomen plano
- Pecho cómodamente hacia delante
- Hombros hacia abajo y hacia atrás
- La cabeza mirando hacia adelante

### Respiración y apoyo respiratorio
La respiración natural tiene tres etapas: un periodo de inspiración, un periodo de espiración y un periodo de descanso o recuperación; estas etapas no suelen controlarse conscientemente. Dentro del canto, hay cuatro etapas de la respiración: un periodo de inspiración (inhalación); un periodo de control de la puesta en marcha (suspensión); un periodo de exhalación controlada (fonación) y un periodo de recuperación.
Estas etapas deben estar bajo el control consciente del cantante hasta que se conviertan en reflejos condicionados. Muchos cantantes abandonan los controles conscientes antes de que sus reflejos estén completamente condicionados, lo que finalmente conduce a problemas vocales crónicos.

### Vibrato
El vibrato es una técnica en la que una nota sostenida oscila muy rápida y consistentemente entre un tono más alto y uno más bajo, dando a la nota una ligera corchea. El vibrato es el pulso o la onda de un tono sostenido. El vibrato se produce de forma natural y es el resultado de un apoyo respiratorio adecuado y un aparato vocal relajado. Algunos estudios han demostrado que el vibrato es el resultado de un temblor neuromuscular en las cuerdas vocales. En 1922 Max Schoen fue el primero en hacer la comparación del vibrato con un temblor debido al cambio en la amplitud, la falta de control automático y que es la mitad de la tasa de descarga muscular normal. Algunos cantantes utilizan el vibrato como medio de expresión. Muchos artistas de éxito pueden cantar con un vibrato profundo y rico.

### Técnica vocal extendida
Las técnicas vocales extendidas incluyen el rapeo, los gritos, los gruñidos, los sobretonos, el deslizamiento. falsete, yodeling, belting, uso del registro vocal fry, uso de sistema de refuerzo de sonido, entre otros. Un sistema de refuerzo de sonido es la combinación de micrófonos, procesadores de señal, amplificadores y altavoces. La combinación de estas unidades también puede utilizar reverberación, cámaras de eco y Auto-Tune entre otros dispositivos.

## Día Mundial de la Voz
El 16 de abril se celebra en todo el mundo el Día Mundial de la Voz, cuyo objetivo es hacer conciencia sobre las enfermedades de este instrumento y sobre su importancia en la vida diaria (comunicación).